# ジェピン

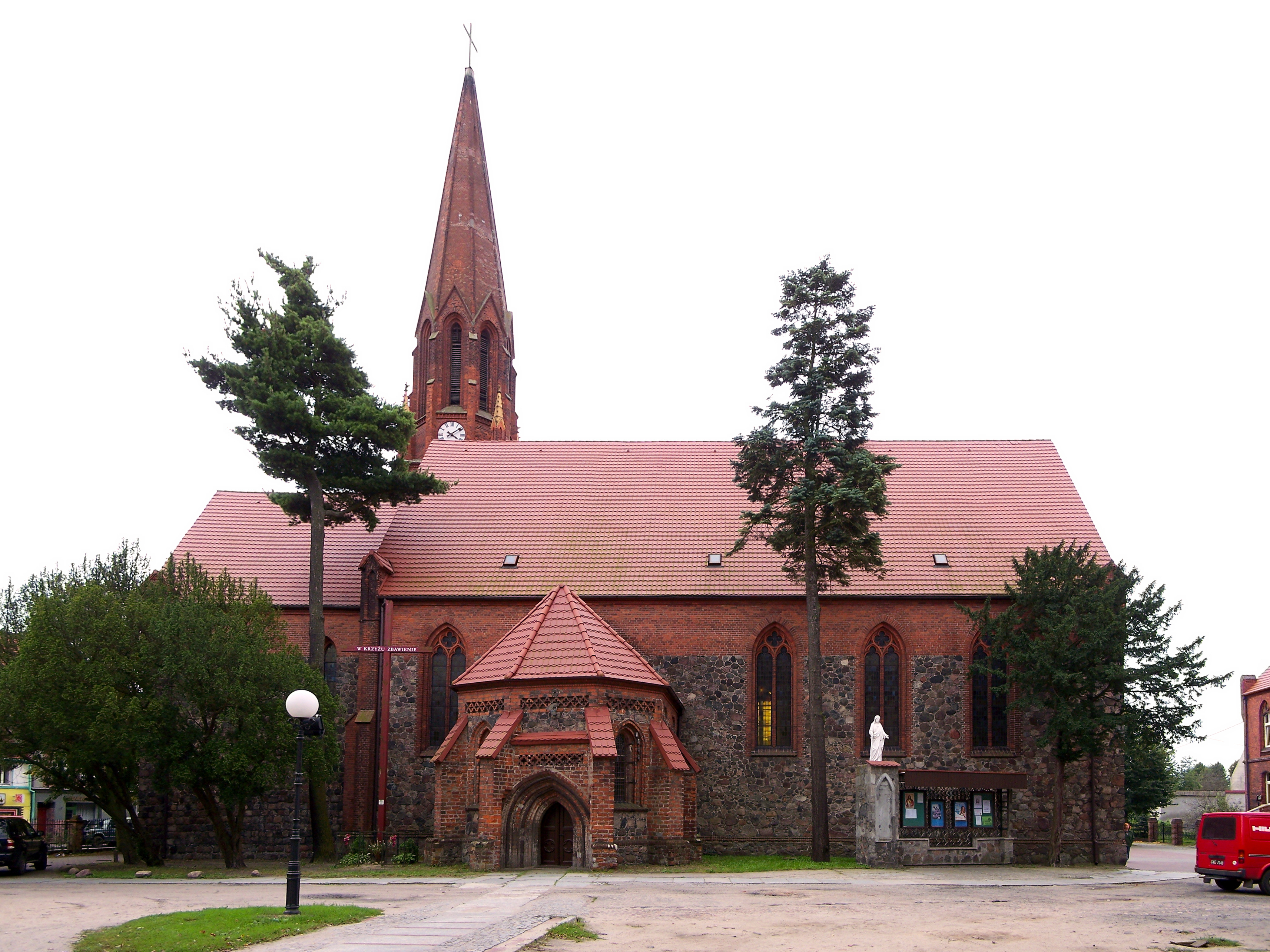
教会

ジェピン（Rzepin [ˈʐɛpʲin]）はポーランドの都市。ドイツ語ではレッペン（Reppen）と称される。オーデル川の東に位置する小さな街で、ドイツ国境を抜けてポーランドに入る国際列車が通過する。

## 地勢
ドイツ・ポーランド国境に近い交通の要所。鉄道と道路が両国間を結んでいる。近隣の都市としては、約20キロ西のフランクフルト (オーダー)（ドイツ領）、100キロ西のベルリン（ドイツ領）、40キロ北のゴジュフ・ヴィエルコポルスキなどが挙げられる。

## 歴史
フランクフルト (オーダー)とポズナニ（ポーゼン）を結ぶ交易路の途上に位置しており、中世より集落が形成されていた。17世紀の三十年戦争やペストの流行により一旦は荒廃したが、18世紀よりプロイセン王フリードリヒ1世のもとで復興が進んだ。19世紀後半、ベルリンからジェピンを経てポーゼン（ポズナニ）へと至る鉄道が開通した。第二次世界大戦後、ジェピンはポーランド領となった。